# Сибирцев, Иван Иванович
Иван Иванович Сибирцев (настоящая фамилия Худоногов; 1924—1986) — русский советский прозаик, поэт, очеркист и журналист. Член Союза писателей СССР. Заслуженный работник культуры РСФСР (1985).

## Биография
Родился в 1924 году в Красноярске, окончил Красноярский педагогический институт (1946) и Новосибирскую партшколу.(1947) Работал в газетах
«Красноярский комсомолец», «Красноярский рабочий», главным редактором Красноярского книжного издательства, с 1961 года на творческой работе
Умер в Красноярске в 1986 году. Похоронен на задворках кладбища.

## Творчество
Печататься начал в 1938 году, дебютировав как поэт.
Автор романов «Сокровища кряжа Подлунного» (1960), «Крутизна» (1964), «Околдованные звезды» (1971), повестей «Клад» (1972), «Поролоновый мишка» (1976), «Отцовская скрипка в футляре» (1984) и других.
Произведения И.И. Сибирцева отличает глубокий интерес к производственным, социальным и нравственным интересам жизни советской эпохи
«Околдованные звезды» — Главное в романе — это раздумья о том, как нелегко и непросто приходит к человеку подлинная зрелость — гражданская, профессиональная, личная, размышления о долге человека перед своим временем, предшественниками, потомками, долге перед своим делом, другом, любимой, перед самим собой.
(Галине Сергеевне Серебренниковой — жене, верному другу и помощнице, с глубокой душевной признательностью) - посвящение автора. (добавлено Евгением Худоноговым - сыном)
Одна из тем произведений Сибирцева — работа советской милиции. «Золотая цепочка» — роман о трудной и упорной борьбе советской милиции с нарушителями социалистической законности, борьбе против стяжательства, за торжество норм коммунистической морали.
Последний его роман «Отцовская скрипка в футляре» (1984) в основе своей содержит детективную историю. Автор прослеживает причины бездуховности и вещизма в советском обществе, показывает борьбу с ними правовых органов, рабочих коллективов и сознательных граждан. Роман «Золотая цепочка», также рассказывающий о борьбе милиции с преступностью, был удостоен почётного диплома Всесоюзного литературного конкурса, посвящённого 60-летию советской милиции.
Фантастико-приключенческая повесть «Сокровища кряжа Подлунного» (1960) написан в жанре «фантастики ближнего прицела». Её действие происходит в недалёком будущем, в 1970-х годах, когда в СССР будет осуществлена управляемая термоядерная реакция.
Хотя сам не любил когда его называли писателем-фантастом. Повесть «Сокровища кряжа Подлунного» за 3 года до смерти назвал своим худшим произведением.

## Публикации
- Сибирцев И. Сокровища кряжа Подлунного. — Красноярск: Красноярское книжное издательство, 1960. — 30 000 экз.
- Сибирцев И. Сокровища кряжа Подлунного. — Красноярск: Красноярское книжное издательство, 1962. — 50 000 экз.
- Иван Сибирцев Околдованные звезды — Красноярск. Красноярское книжное издательство, 1971 — 50 000 экз.
- Иван Сибирцев Золотая Цепочка — Красноярск. Красноярское книжное издательство, 1976 — 50 000 экз.
- Сибирцев И.И. Отцовская скрипка в футляре: Романы. — Красноярск: Красноярское книжное издательство, 1984.